# Yalitza Aparicio
Yalitza Aparicio Martínez (Tlaxiaco, Mexikó, 1993. december 11. –) Oscar-díjra jelölt mexikói színésznő. 
Óvónőként végzett, mikor megkapta a főszerepet Alfonso Cuarón Roma című filmdrámájában. Aparicio az első őslakos származású színésznő a filmtörténetben, akit Oscar-díjra jelöltek. 2019-ben a UNESCO kinevezte az őslakosok nagykövetévé.

## Élete és pályafutása
1993-ban született Tlaxiaco városban, a mexikói Oaxaca államban. Felmenői mexikói őslakosok voltak: apja mixtec, anyja triqui származású. Apariciót és testvéreit édesanyja nevelte fel, aki szobalányként tartotta el a családot. 
2017-ben Aparicio óvodapedagógusként végzett, mikor a családja rávette, hogy tegyen egy próbát a színészkedéssel. Eredetileg Aparicio testvére, Edith akart Alfonso Cuarón Roma című filmdrámájának meghallgatására menni, de már erősen várandós volt.
Aparicio több száz nő közül érdemelte ki Cleo szerepét, semmilyen színészi tapasztalattal nem rendelkezett korábban. A film a rendező, Cuarón gyerekkori helyszínén játszódik az 1970-es években, amiben Aparicio szobalányként tartja el a családját. Habár Aparicio gyerekként hallotta a mixtec nyelvet, nem beszélte, ezért a szerep kedvéért meg kellett tanulnia. A Roma 2018-ban debütált a Velencei Nemzetközi Filmfesztiválon, és elvitte magával haza az Arany Oroszlán díjat. 
A produkciót tíz Oscar-díjra jelölték, ebből egyet Aparicio alakítása érdemelt ki. Aparicio lett az első őslakos és a második mexikói színésznő, akit Oscar-díjra jelöltek a filmtörténetben ebben a kategóriában (Az első Salma Hayek volt Frida Kahlóként 2002-ben). Hasonló filmtörténeti rekordott döntött színésztársa, Marina de Tavira a Romában. De Tavira előtt Katy Jurado (1954) és Adriana Barraza (2006) voltak az egyedüli mexikói színésznők legjobb mellékszereplő kategóriában.
2019-ben Apariciót a UNESCO az őslakosok nagykövetévé nevezte ki. Három rövid szerepet kapott rövidfilmekben, 2021-ben vendégszerepelt a Bite Size Halloween című tévésorozatban. 2022-ben újabb filmszerepet kapott a Presencias című filmben, majd négy epizódban szerepelt a Los Espookys tévésorozatban. Ugyanebben az évben vendégként alakított a Mujeres asesinas című tévésorozatban. 2023-ban várhatóan további három produkcióban fog játszani.

## Filmográfia

### Rövidfilmek
| Év   | Cím                                         | Szerep      |
| ---- | ------------------------------------------- | ----------- |
| 2018 | Let's Dance                                 | fiatal lány |
| 2019 | Plaza Sésamo: Día internacional de la mujer | önmaga      |
| 2020 | El Renacer de una Industria                 | ?           |
| 2023 | Sweatshop Girl                              | ?           |

### Filmek
| Év   | Cím               | Szerep  | Magyar hangja  |
| ---- | ----------------- | ------- | -------------- |
| 2018 | Roma              | Cleo    |                |
| 2022 | Presencias        | Paulina |                |
| 2023 | La Gran Seducción |         | forgatás alatt |

### Televíziós sorozatok
| Év   | Cím                  | Szerep | Megjegyzések               |
| ---- | -------------------- | ------ | -------------------------- |
| 2021 | Bite Size Halloween  | Clara  | 1 epizód (2. évad 8. rész) |
| 2022 | Los Espookys         | a Hold | 4 epizód                   |
| 2022 | Mujeres asesinas     | Rocío  | 1 epizód (1. évad 3. rész) |
| 2023 | Család az éjszakában | Nayeli | 1 epizód                   |

## Fontosabb díjak és jelölések
| Év   | Film | Díj                                   | Eredmény |
| ---- | ---- | ------------------------------------- | -------- |
| 2019 | Roma | Oscar-díj a legjobb női főszereplőnek | Jelölve  |